# Mesorgerius rysakovi
Mesorgerius rysakovi är en insektsart som beskrevs av Kusnezov 1933. Mesorgerius rysakovi ingår i släktet Mesorgerius, och familjen Dictyopharidae. Inga underarter finns listade.